# James Burney
James Burney (13. června 1750 – 17. listopadu 1821) byl anglický kontradmirál, který doprovázel Jamese Cooka na jeho druhé a třetí plavbě a napsal sérii cestopisných děl History of Voyages of Discovery. Byl synem skladatele Charlese Burneye (1726–1814) a bratr Charlese Burneye (1757–1817) a spisovatelky Fanny Burney. Byl také přítelem spisovatele Charlese Lamba.
V letech 1772–1774 se zúčastnil druhé průzkumné plavby Jamese Cooka do Tichomoří. V hodnosti kadeta plul nejprve na lodi HMS Resolution. Bělem zastávky u mysu Dobré naděje byl první důstojník doprovodné lodi HM Bark Adventure Joseph Shank pro nemoc Cookem uvolněn ze služby. Do jeho funkce byl jmenován tehdy druhý důstojník Arthur Kemp. Cook poté povýšil Charlese Burneye do funkce druhého důstojníka na Adventure a v této funkci vykonal celou průzkumnou plavbu.

## Částečný seznam publikovaných prací
- An Essay by Way of Lecture on the Game of Whist (1823)
- Chronological History of the Voyages and Discoveries in the South Sea or Pacific Ocean
- Chronological History of North-Eastern Voyages of Discovery and of the Early Eastern Navigations of the Russians
- History of the Buccaneers of America (1816)